# Turócábrahámfalva
Turócábrahámfalva (szlovákul Abramová) község Szlovákiában, a Zsolnai kerületben, a Stubnyafürdői járásban. Lászlófalva és Mezőpatak tartozik hozzá.

## Fekvése
Turócszentmártontól 24 km-re délnyugatra fekszik.

## Története
A falu a 13. század második felében keletkezett, első írásos említése 1400-ból származik „villa Abraham” néven. Nevét birtokosáról Jakab fia Ábrahámról kapta. 1419-ben „Abrahamfalua” néven említik. 1785-ben 35 házában 172 lakos élt.
A 18. század végén Vályi András így ír róla: „ÁBRAHÁMFALVA. Tót falu Turotz Vármegyében, tótúl Ábrahamova, földes Ura a’ Királyi Kamára, lakosai katolikusok, fekszik közel Sz. Györgyhöz, mellynek filiája, mezeje termékeny, erdeje kevés, lakosai a’ káposzta termesztéséröl nevezetesek, mellyek mind nagyságokra, mind szépségekre nézve, felül haladgyák a’ szomszédbelieket, középszerű vagyonnyai szerént második Osztálybéli.”
1828-ban 37 háza volt 314 lakossal. Lakói mezőgazdasággal, erdei munkákkal és fuvarozással foglalkoztak.
Fényes Elek 1851-ben kiadott geográfiai szótárában így ír a faluról: „Abrahámfalva (Curial Abrahamovce), tót falu, Turócz vgyében, 1 fertálynyira Tóth-Prónától: 84 kath., 230 evang. lak. Földje termékeny; káposztája hires. F. u. többen.”
A trianoni diktátumig Turóc vármegye Stubnyafürdői járásához tartozott.
1991-ben vonták össze Lászlófalvával és Mezőpatakkal.

## Népessége
| Év:            | 1994. | 2004.   | 2014.    | 2024.   |
| -------------- | ----- | ------- | -------- | ------- |
| Emberek száma: | 144   | 154     | 191      | 194     |
| Eltérés:       |       | +6,94 % | +24,02 % | +1,57 % |

| Év:            | 2023. | 2024.   |
| -------------- | ----- | ------- |
| Emberek száma: | 190   | 194     |
| Eltérés:       |       | +2,10 % |

1910-ben 241, túlnyomórészt szlovák anyanyelvű lakosa volt.
2001-ben 152 lakosából 149 szlovák volt.
2011-ben 205 lakosából 161 szlovák volt.

## Nevezetességei
- Kora gótikus temploma a 13. század második felében épült. Tornya 20. századi. Berendezése nagyrészt barokk, egy késő gótikus szobor is található benne.
- A községben egy 18. századi és egy 19. századi kúria található.
- Védett fájának magassága 15 m, törzsének kerülete 219 cm.

## Külső hivatkozások
- Községinfó
- A község Szlovákia térképén
- A község a Turóci régió honlapján
- E-obce.sk Archiválva 2008. október 7-i dátummal a Wayback Machine-ben

## Lásd még
- Lászlófalva
- Mezőpatak